# 毎月抄
『毎月抄』（まいげつしょう）は、1219年（承久元年）歌人藤原定家が著した歌論書。藤原定家の真作か偽作（仮託）かについては論争がある。

## 概要
書名は「毎月の御百首、能々拝見せしめ候ぬ。」と始まる書き出しによるもので、別に「和歌底訓」「定家卿消息」などの書名があり、いずれも原題ではないと考えられている。毎月百首を定家の許に送ってきた人への「返報」という枠組みの中で展開された歌論書で、大量の和歌を詠む稽古修道論が強調されている。和歌史に照らし合わせてみると、毎月「百首」を詠むような修練を前提とした『毎月抄』は、藤原為家以後の和歌世界を存立基盤とすると考えられる。
『毎月抄』の名の初出は頓阿『井蛙抄』であり、中世に一定程度流布していたと考えられる。事実、『毎月抄』には複数の伝本系統がある。

## 論旨
十体と有心体・心と詞の関係・秀逸体・本歌取りや題詠の方法・歌病と詞の用捨などの論が展開され、前後に修行稽古の心得が述べられており、定家歌論書の中で最も充実した内容を持つとされる。『毎月抄』の中心を成すのは有心体論と秀逸礼論であり、その他の部分は『近代秀歌』『詠歌大概』で説かれた技術論とほぼ同旨である。
本書で定家が提唱した十体とは、至高の体（有心躰）、崇高への志向性が感じられる（幽玄躰）、意味内容がなるほどと思われ確かさが感じられる（事可然躰）、表現に均整・調和などの整った感じがする（麗躰）、声調の緊張を保ち流麗感が強い（長高躰）、視覚的な描写が目立つ（見躰）、題に基づく趣向が知性的で巧みに行われている（面白躰）、着想の珍しさが目立つ（有一躰）、複雑な修辞技巧によって情趣美を濃厚にする（濃躰）、意味内容や詞使いに強さや恐ろしさが感じられる（鬼拉躰）である。